# Южни Оркнейски острови
Не бива да се бъркат с Оркнейските острови в Шотландия, Великобритания.
Южните Оркнейски острови (на английски: South Orkney Islands) са група острови разположени на границата между море Скотия на север и море Уедъл на юг, части от Атланическия сектор на Южния океан. До 1962 г. са част от Британската антарктическа територия, а преди това – под зависимостта на Фолкландските острови. Съгласно Антарктическия договор от 1959 г. обаче суверенитетът им нито се признава, нито се оспорва от подписалите го страни, затова островите са свободни за ползване от всяка страна с невоенни цели.

## Историческа справка
Южните Оркнейски острови са открити през 1821 г. от двама ловци на тюлени, Натаниъл Палмър и Джордж Пауъл. Островите са именувани първоначално Група на Пауъл. През 1823 г. онглийският полярен изследовател Джеймс Уедъл посещава островите и дава на архипелага сегашното му име (по името на споменатите Оркнейски острови, Шотландия) и освен това преименува една част от тях. Интересното е, че Южните Оркнейски острови са разположени приблизително на същата географска ширина на юг, на която са другите Оркнейски острови на север (60 ° ю.ш. срещу 59 ° с.ш.), въпреки че не е известно дали това е фактор за определянето на наименованието им.
Впоследствие островите са често посещавани от китоловни експедиции, но не са изследвани по-задълбочено до експедицията на шотландския полярен изследовател Уилям Брус с кораба Скотия през 1903 г., който презимува на о. Лори. Брус изследва островите, възстановява някои от променените от Уедъл имена и създава метеорологична станция, която е продадена на аржентинското правителство след отпътуването на екипажа от островите през 1904 г. Тази база, преименувана на „Оркадас“ през 1951 г., е все още в експлоатация и по този начин е най-старата база с постоянен персонал в Антарктида.
През 1908 г. Обединеното кралство обявява суверенитет над всички антарктически и южноамерикански територии на юг от тяхната колония на 50° паралел, включително Южните Оркнейски острови. Оттогава островите се считат за част от владенията на Фолкландските острови. Биологична изследователска станция е построена на о. Сайни през 1947 г. след допитване до общостта на Фолкландските острови.

## Географска характеристика
Южните Оркнейски острови са с обща площ от 622 км², разположени от 60°30' до 60°50' ю.ш. и от 44°15' до 46°15' з.д. Включват четири главни скалисти острова, покрити с глетчери – Коронейшън площ 457 km², Лори 86 km², Пауъл 20 km² и Сайни 19 km² и няколко по-малки периферни острови и скали. Остров Коронейшън е с най-голяма площ. Островът е покрит основно с лед и се състои от множество заливи, ледници и върхове, най-високият от които е Нивеа 1266 m. Открит е през декември 1821 г. по време на съвместната експедиция на капитан Натаниъл Палмър, американски моряк, и капитан Джордж Пауъл, който е британски моряк. Пауъл го именува в чест на коронацията на Джордж IV, който става крал на Великобритания през 1820 г. Другите по-малки острови са: Робъртсън, Монро, Матюс, Фредриксен, както и известен брой недостъпни скали.

### Климат
Около бреговете на Антарктида температурите обикновено са близки до точката на замръзване (0 °C) през лятото (декември-февруари) или малко над нулата в северната част на Антарктическия полуостров. През зимата средната месечна температура при базите, разположени близо до бреговите е между -10 °C и -30 °C, но могат да се покачат по време на зимни бури, които пренасят топли течения към бреговете на Антарктика.
Условията по високите плата във вътрешността са много по-сурови като резултат от по-високата надморска височина и по-голямото разстояние от океана. По тези места летните температури едва достигат до -20 °C и често падат под -60 °C през зимата. На руската станция „Восток“ е измерена най-ниската температура на Земята (-89,2 °C).
Климатът на Южните Оркнейски острови е в по-голямата си част студен, влажен и бурен. Лятото е късо и студено (от декември до март), когато средните температури достигат до 2 °C и падат до -10 °C през зимата (т.е. през юли). Най-високата измерена температура е 12 °C, а най-ниската -44 °C. Моретата около островите са покрити с лед от края на април до ноември.

## Защитени територии
Обединеното кралство е отговорно за определяне на броя на защитените територии в Антарктика и преразглежда плановете за управление на повечето от тях.

### Остров Моу
Специална защитена антарктическа територия (ASPA) № 109: Остров Моу (Moe Island), Южни Оркнейски острови; Координати: 60°44' ю.ш., 45°41' з.д. Приблизителна площ: 1,3 km². Малък остров на около 300 m от югозападния край на о. Сайни. Разположените на известно разстояние от брега скали не са включени в територията. Определен за защитена антарктическа територия на основание на това, че остров Моу разполага с представителна извадка от морската антарктическа екосистема – включва гъсти чимове от мъхове по крайбрежната ивица и колонии от антарктически пингвини и капски буревестник. Тюлените на Уедъл и ушатите тюлени също са чести посетители по бреговете на острова. Интензивната научноизследователска дейност на съседния о. Сайни може да измени неговата екосистема и поради това о. Моу трябва да бъде защитен като контролирана зона за бъдещо сравнение. На острова расте най-голямата по площ ивица от мъх от вида Chorisodontium-Polytrichum в цяла Антарктида.

### Остров Линч
ASPA № 110: Остров Линч (Lynch Island), Южни Оркнейски острови
Координати: 60°39' ю.ш., 45°36' з.д. Приблизителна площ: 0.1 км². Малък остров в залива Маршал (Marshall Bay), до южния бряг на о. Коронейшън. Определен на основание на това, че островът поддържа едни от най-обширните и гъсти туфи от антарктическа пластица, известна в зоната на Антарктическия договор и че представлява изключителен пример за рядка естествена екосистема. Освен няколко вида особено плодородни мъхове в почвата се съдържат голям брой безгръбначни животни. Повечето видове антарктически тюлени обитават този остров.

## Изследователски станции
Двете държави, които предявяват права върху островите поддържат изследователски станции там.
- Аржентина База „Оркадас“ (основана през 1904 г. – откупена като метеорологична станция от Обединеното кралство през 1904 г.)

| Общ брой население     | 45 души                                                       |
| Бележка за населението | 45 през лятото, 11 през зимата                                |
| Координати             | 60°44′ ю. ш. 44°44′ з. д. / 60.733333° ю. ш. 44.733333° з. д. |

База „Оркадас“ е първата постоянна база в зоната, определена от Антарктическия договор. Тя е разположена на остров Лори, на 4 метра над морското равнище и на 170 метра от плажната ивица. Най-близкото пристанище е Ушуая на разстояние от 1502 км. Базата разполага с 11 сгради. Четири са основните области на изследване: континентална глациология, сеизмология и метеорологични наблюдения (от 1903 г.).
През 1903 г. д-р Уилям С. Брус, капитан на шотландска антарктическа експедиция, основава Omond House, метеорологична станция на o. Лори. По време на експедицията обаче корабът засяда в ледовете и екипажът се оказва в капан, поради невъзможността да отплават. Част от изследователите започват да проучват островите.
От 22 февруари 1904 г. Аржентина поддържа базата с постоянно население. Това е една от шестте постоянни бази на Аржентина в Антарктика и първата постоянно обитавана база в Антарктида.
„Оркадас“ е единствената база на островите в продължение на повече от 40 години, докато на 18 март 1947 г. британците създават малка лятна база на о. Сайни. В аржентинската станция също така е направена първата радиограма на континента през 1927 г.
- Великобритания О. Сайни (основана през 1947 г.)

Изследователската станция Сайни, управлявана от Британския антарктически институт (BAS), е разположена на остров Сайни с координати: 60° ю. ш. 45° з. д. / 60.72° ю. ш. 45.6° з. д.. Построена е през 1947 г. като метеорологична станция и е втората база на Южните Оркнейски острови след аржентинската база. През 1963 г. е превърната в лаборатория за биологични изследвания.
Понастоящем станцията функционира от ноември до април (лятото в южното полукълбо) и разполага с четири сгради и с екип от 8 души. Станцията изследва морската и наземна флора и фауна, както и изменението на ледената покривка.